# Жан Фуке
Жан Фуке (фр. Jean Fouquet; (рођен 1420. умро 1481) је француски сликар ренесансе.

## Биографија
Жан Фуке је рођен у граду Туру. Он је најпознатији француски сликар 15. века. О његовом животу не зна се много. Сликарству се учио од Фламанаца који су радили за војводу од Берија. Познато је да је око 1437. био у Италији, где се упознаје са иновацијама италијанске ренесансе. Насликао је портрет папе Еугена четвртог и потом се вратио у Француску. По повратку је постао сликар дворског ризничара, а потом и самог краља.

## Стваралаштво
Најзначајнији период Жановог стваралаштва је био у служби краљевог сликара. Тада је осликао низ књига и направио бројне портрете. Жан Фуке се користио знањем браће из Лимбурга који су осликали Молитвеник Војводе од Берија. Осетан напредак у његовом сликарству појавио се када је са илуминиране књиге прешао на портретску слику коју је умео и ликовно и психолошки да организује. Познате су и његове минијатуре. Један од његових најпознатијих портрета је Етијен Шеваље и Свети Стефан.
Зрелост његовог монументалног и осећајног стила долази до изражаја у диптиху, у који спадају Богородица (са цртама А. Сорела, налази се у музеју уметности у Антверпену) и Витез Етјен са Светим Етјеном (Берлин), као и минијатуре Доба витеза Етјена или Јеврејске старине.